# Bathylinyphia
Bathylinyphia là một chi nhện trong họ Linyphiidae.